# 1933 год в музыке

## Родились

### Январь
- 3 января — Виктор Сумеркин (ум. 2019) ― советский и российский тромбонист и музыкальный педагог
- 15 января — Альфия Авзалова (ум. 2017) — советская и российская татарская певица
- 17 января — Далида (ум. 1987) — французская певица и актриса итальянского происхождения
- 21 января — Владимир Чахвадзе (ум. 2021) — советский и российский виолончелист и педагог
- 22 января — Анатолий Мокренко (ум. 2020) — советский и украинский оперный певец (баритон) и актёр
- 26 января — Муса Мирзоев (ум. 2016) — советский и азербайджанский композитор
- 27 января — Николай Фадеечев (ум. 2020) — советский и российский артист балета и балетный педагог

### Февраль
- 4 февраля — Тоси Итиянаги (ум. 2022) — японский композитор
- 6 февраля — Сара Кушербаева (ум. 1999) — советская и казахская артистка балета, балетмейстер и балетный педагог
- 10 февраля — Надя Констандопулу (ум. 2016) — греческая певица
- 12 февраля
  - Владимир Морозов (ум. 2002) — советский и российский оперный певец (бас) и музыкальный педагог
  - Бруно Оя (ум. 2002) — советский, эстонский и польский актёр, певец, музыкант, композитор и автор песен
- 15 февраля — Виктор Пикайзен (ум. 2023) — советский и российский скрипач и музыкальный педагог
- 18 февраля — Йоко Оно — японская художница и певица
- 21 февраля — Нина Симон (ум. 2003) — американская певица, пианистка, композитор и аранжировщица
- 26 февраля — Горо Ямагути (ум. 1999) — японский музыкант, исполнитель на сякухати

### Март
- 2 марта — Алексей Гуляницкий (ум. 2021) — советский, украинский и российский дирижёр и музыкальный педагог
- 9 марта
  - Анатолий Кремер (ум. 2015) — советский и российский композитор и дирижёр
  - Ллойд Прайс (ум. 2021) — американский певец, автор песен и продюсер
- 13 марта
  - Майк Столлер — американский автор песен и продюсер
  - Сулочана Чаван (ум. 2022) — индийская певица
- 14 марта — Куинси Джонс — американский композитор, аранжировщик, музыкальный продюсер и трубач
- 16 марта — Тереса Берганса (ум. 2022) ― испанская оперная певица (меццо-сопрано)
- 23 марта — Норман Йемм[англ.] (ум. 2015) — австралийский актёр, оперный певец и спортсмен
- 25 марта — Ви Вилли Харрис (ум. 2023) — британский певец и музыкант
- 27 марта — Хериберт Байссель (ум. 2021) — немецкий дирижёр

### Апрель
- 8 апреля — Пол Джеффри (ум. 2015) — американский джазовый саксофонист, аранжировщик и музыкальный педагог
- 9 апреля — Петко Радев (ум. 2017) — болгарский кларнетист
- 12 апреля — Монсеррат Кабалье (ум. 2018) — испанская оперная певица (сопрано)
- 15 апреля — Рой Кларк (ум. 2018) — американский кантри-певец и музыкант
- 25 апреля — Джерри Либер (ум. 2011) — американский автор песен и продюсер
- 30 апреля — Вилли Нельсон — американский кантри-певец, музыкант и автор песен

### Май
- 1 мая
  - Васил Арнаудов (ум. 1991) — болгарский хоровой дирижёр и педагог
  - Ольга Захарова (ум. 2016) — советская и российская оперная певица (лирико-колоратурное сопрано)
- 3 мая — Джеймс Браун (ум. 2006) — американский певец, музыкант и автор песен
- 7 мая — Неджмие Пагаруша (ум. 2020) — югославская и косовская певица и актриса
- 12 мая — Тон Хартсёйкер (ум. 2015) — нидерландский пианист и композитор
- 19 мая — Антон Гарсиа Абриль (ум. 2021) — испанский музыкант, дирижёр и композитор
- 21 мая — Морис Андре (ум. 2012) — французский трубач

### Июнь
- 1 июня — Джилли Смит (ум. 2016) — британская поэтесса и певица, основательница и вокалистка группы Gong
- 7 июня — Аркадий Арканов (ум. 2015) — советский и российский писатель, драматург, сценарист и поэт-песенник
- 18 июня
  - Вивиан Смоллвуд (ум. 2017) — американская гитаристка, рэпер и актриса
  - Томми Хант[англ.] — американский певец, вокалист группы The Flamingos
- 22 июня — Либор Пешек (ум. 2022) — чехословацкий и чешский дирижёр
- 26 июня — Клаудио Аббадо (ум. 2014) — итальянский дирижёр

### Июль
- 1 июля — Феликс Айо (ум. 2023) — итальянский скрипач испанского происхождения
- 2 июля — Эмиль Заляльдинов (ум. 2023) — советский и российский татарский певец
- 8 июля — Виктор Федотов (ум. 2001) ― советский и российский дирижёр и музыкальный педагог
- 9 июля — Нодар Габуния (ум. 2000) — советский и грузинский композитор и пианист
- 15 июля
  - Джулиан Брим (ум. 2020) ― британский классический гитарист и лютнист
  - Алла Васильева (ум. 2018) — советская и российская виолончелистка, гамбистка, педагог, дирижёр и писательница
- 18 июля
  - Георгий Минасов (ум. 2020) — советский и армянский дудукист, педагог и изобретатель музыкальных инструментов
  - Рэймонд Мюррей Шейфер (ум. 2021) — канадский композитор, писатель и педагог
- 20 июля — Бадди Нокс (ум. 1999) — американский певец и автор песен
- 23 июля — Ройстон Нэш[англ.] (ум. 2016) — британский и американский дирижёр
- 28 июля — Александр Колкер (ум. 2023) — советский и российский композитор и автор песен
- 30 июля — Поль де Сенневиль (ум. 2023) — французский композитор и музыкальный продюсер

### Август
- 15 августа — Рита Хантер (ум. 2001) — британская оперная певица (драматическое сопрано)
- 16 августа — Анатолий Авдиевский (ум. 2016) — советский и украинский хоровой дирижёр, композитор и музыкальный педагог
- 18 августа — Бэла Руденко (ум. 2021) — советская, украинская и российская оперная певица (колоратурное сопрано) и музыкальный педагог
- 21 августа — Кадрие Нурмамбет (ум. 2023) — румынская певица и фольклористка
- 25 августа — Уэйн Шортер (ум. 2023) — американский джазовый саксофонист и композитор
- 30 августа
  - Луис Бакалов (ум. 2017) — аргентинский и итальянский композитор
  - Арне Мелльнес (ум. 2002) — шведский композитор

### Сентябрь
- 1 сентября
  - Маршалл Лайтл[англ.] (ум. 2013) — американский музыкант, басист группы Bill Haley & His Comets
  - Джин Харрис (ум. 2000) — американский джазовый пианист
- 12 сентября — Ато Тарксон (ум. 1993) — ганский композитор и музыковед
- 13 сентября
  - Ариф Меликов (ум. 2019) — советский и азербайджанский композитор и музыкальный педагог
  - Льюи Стайнберг[англ.] (ум. 2016) — американский музыкант, бас-гитарист группы Booker T. & the M.G.’s
- 18 сентября
  - Ежи Поломский (ум. 2022) — польский певец и актёр
  - Леонид Харитонов (ум. 2017) — советский и российский оперный певец (баритональный бас)
- 19 сентября — Дэвид Маккаллум (ум. 2023) — шотландский актёр и музыкант
- 24 сентября — Мел Тейлор[англ.] (ум. 1996) — американский музыкант, барабанщик группы The Ventures
- 25 сентября — Иэн Тайсон (ум. 2022) — канадский певец, гитарист и автор песен

### Октябрь
- 2 октября
  - Дэйв Соммервилл[англ.] (ум. 2015) — канадский певец, сооснователь и вокалист группы The Diamonds
  - Димитр Христов (ум. 2017) — болгарский композитор, дирижёр, музыковед и педагог
- 10 октября — Глория Коутс (ум. 2023) — американский композитор
- 15 октября — Душанка Сифниос (ум. 2016) — югославская и сербская балерина и хореограф
- 22 октября — Юрий Айрапетян (ум. 2021) — армянский советский пианист и музыкальный педагог
- 27 октября — Флойд Крамер (ум. 1997) — американский пианист

### Ноябрь
- 1 ноября — Хуб Остерхёйс (ум. 2023) — нидерландский богослов и поэт, автор христианских песен и гимнов
- 13 ноября — Александр Тимофеевский (ум. 2022) — советский и российский писатель, поэт, сценарист и автор текстов песен
- 23 ноября — Кшиштоф Пендерецкий (ум. 2020) — польский композитор, дирижёр и педагог

### Декабрь
- 1 декабря — Виолетт Верди (ум. 2016) — французская и американская балерина и балетный педагог
- 2 декабря — Вольфганг Маргграф (ум. 2023) — немецкий музыковед и музыкальный педагог
- 4 декабря — Йона Атари (ум. 2019) — израильская певица и актриса
- 6 декабря — Хенрик Гурецкий (ум. 2010) — польский композитор
- 9 декабря — Ирма Серрано (ум. 2023) — мексиканская актриса, певица и писательница
- 12 декабря
  - Лигита Видулея (ум. 2023) — советская и латвийская музыковедка, музыкальный критик и сценаристка
  - Ману Дибанго (ум. 2020) — камерунский саксофонист и вибрафонист
- 13 декабря — Лу Адлер — американский музыкальный менеджер и продюсер

## Скончались

### Январь
- 1 января — Какпан Жиренбайулы (68) — казахский акын
- 8 января — Поль Бийо (78) — французский драматург и либреттист
- 10 января — Нарсис Огюстен Лефор (80) — французский скрипач и музыкальный педагог
- 16 января — Вилли Бурместер (63) — немецкий скрипач

### Февраль
- 17 февраля — Токтогул Сатылганов (68) — киргизский и советский акын
- 18 февраля — Генри Виотта (84) — нидерландский дирижёр и музыковед

### Март
- 6 марта — Александра Армфельт (66) — русский композитор
- 22 марта — Антон Боначич (55) — русский и советский оперный певец (бас-баритон, драматический тенор), композитор и вокальный педагог
- 27 марта — Луи Аббиате (67) — французский виолончелист, музыкальный педагог и композитор

### Апрель
- 2 апреля — Вильгельм Клеефельд (65) — немецкий музыковед и дирижёр
- 9 апреля — Зигфрид Карг-Элерт (55) — немецкий композитор, органист и музыкальный педагог

### Май
- 10 мая — Зельма Курц (58) — австрийская оперная певица (колоратурное сопрано)
- 24 мая — Виктор Долидзе (42) — советский грузинский композитор
- 25 мая — Эрнестс Вигнерс (83) — латвийский композитор и хоровой дирижёр
- 26 мая — Джимми Роджерс (35) — американский певец, музыкант и автор песен
- 28 мая — Марта Дювивье (83) — французская оперная певица (меццо-сопрано)

### Июль
- 1 июля — Иван Бартц (85) — немецкий композитор, органист и хормейстер
- 6 июля — Роберт Каянус (76) — финский композитор и дирижёр
- 15 июля — Фредди Кеппард (43) — американский джазовый корнетист

### Август
- 19 августа — Антон Витек (61) — австрийский и американский скрипач и музыкальный педагог
- 29 августа — Георгий Конюс (70) — русский и советский музыковед, композитор и музыкальный педагог

### Сентябрь
- 10 сентября — Джузеппе Кампари (41) — итальянский оперный певец (баритон) и автогонщик
- 21 сентября — Эмиль Детье (83) — бельгийский органист и композитор
- 25 сентября — Марсель Журне (66) — французский оперный певец (бас)

### Октябрь
- 1 октября — Виктор Виклунд (59) — шведский хоровой дирижёр и музыкальный педагог
- 6 октября
  - Сергей Гилёв (79) — русский и советский оперный певец (баритон) и музыкальный педагог
  - Захарий Палиашвили (62) — грузинский композитор, педагог и музыкально-общественный деятель
- 27 октября — Юлиус Кленгель (74) ― немецкий виолончелист и композитор

### Ноябрь
- 4 ноября — Жюль Леопольд Лёб (81) — французский виолончелист

### Декабрь
- 3 декабря — Андрей Левинсон (46) — русский театральный и художественный критик и балетовед
- 4 декабря — Илларион Козлов (55) — советский композитор, скрипач и музыковед
- 14 декабря — Роман Веселы (54) — чешский пианист

### Без точной даты
- Кудайберген Альсеитов (48/49) — казахский акын
- Иван Армсгеймер (72/73) — русский и советский композитор, музыкальный педагог и дирижёр немецкого происхождения
- Блайнд Блэйк (39/40) — американский блюзовый певец и гитарист
- Луи Брейтнер (81/82) — французский пианист австрийского происхождения
- Денис Лешков (49/50) — русский балетный критик и мемуарист